# Saint-Jean-Lespinasse

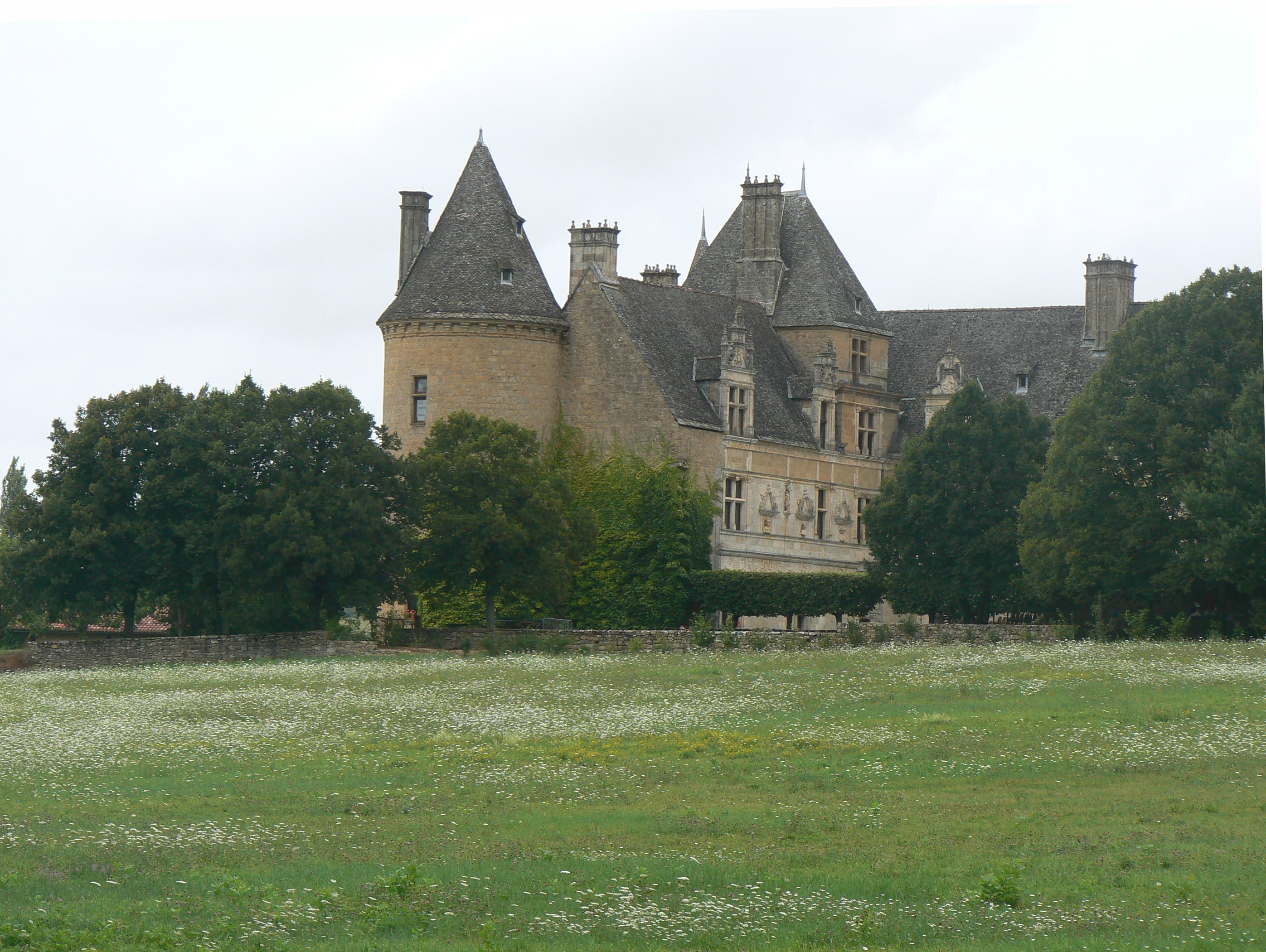
Castelul Montal

Saint-Jean-Lespinasse este o comună în departamentul Lot din sudul Franței. În 2009 avea o populație de 431 de locuitori.

## Evoluția populației
| An        | 1975 | 1982 | 1990 | 1999 | 2006 | 2009 |
| --------- | ---- | ---- | ---- | ---- | ---- | ---- |
| Populație | 216  | 263  | 329  | 372  | 380  | 431  |

## Obiective turistice
- Castelul Montal, construit în stil renascentist, înscris în lista monumentelor istorice
- Biserica romanică Saint-Jean-Baptiste